# Bulevardul Capucinilor (pictură de Monet)
Bulevardul Capucinilor este o pictură în ulei pe pânză, realizată în 1873 de pictorul francez Claude Monet.

## Istorie
De la sfârșitul anilor 1860, Monet și alți artiști cu idei asemănătoare s-au confruntat cu respingerea lucrărilor lor de către conservatoarea Académie des Beaux-Arts care ținea o expoziție anuală la Salonul de la Paris. În ultima parte a anului 1873, Monet, Renoir, Pissarro și Sisley au organizat Société anonyme des artistes peintres, sculpteurs et graveurs pentru a-și expune lucrările de artă în mod independent. La prima expoziție, care a avut loc în aprilie 1874, Monet a expus lucrarea care urma să dea grupului numele său, Impresie, răsărit de soare. Printre lucrările pe care Monet le-a inclus în prima expoziție impresionistă s-a numărat Prânzul, 1868, în care sunt prezentați Camille Doncieux și Jean Monet. Pictura a fost respinsă de Salonul de la Paris din 1870.
De asemenea, în această expoziție a fost inclus un tablou intitulat Bulevardul Capucinilor, o pictură a bulevardului realizată din apartamentul fotografului Nadar de la nr. 35. Monet a pictat subiectul de două ori și nu se știe sigur care dintre cele două picturi, cea aflată acum în Muzeul Pușkin din Moscova sau cea de la Nelson-Atkins Museum of Art (prezentată aici) a fost pictura care a apărut în expoziția revoluționară din 1874, deși mai recent a fost favorizată pictura de la Moscova.